# Elecciones municipales de Tumbes de 2010
Las elecciones municipales de Tumbes de 2010 se llevaron a cabo el 3 de octubre de 2010 para elegir al alcalde y al Concejo Provincial de Tumbes para el periodo 2011-2014. La elección se celebró simultáneamente con elecciones regionales y municipales (provinciales y distritales) en todo el Perú.

## Sistema electoral
La Municipalidad Provincial de Tumbes es el órgano administrativo y de gobierno de la provincia de Tumbes. Está compuesta por el alcalde y el Concejo Provincial.
La votación del alcalde y el concejo se realiza en base al sufragio universal, que comprende a todos los ciudadanos nacionales mayores de dieciocho años, empadronados y residentes en la provincia de Tumbes y en pleno goce de sus derechos políticos, así como a los ciudadanos no nacionales residentes y empadronados en la provincia de Tumbes.
El Concejo Provincial de Tumbes está compuesto por 11 regidores elegidos por sufragio directo para un período de cuatro (4) años, en forma conjunta con la elección del alcalde (quien lo preside). La votación es por lista cerrada y bloqueada. Se asigna a la lista ganadora los escaños según el método d'Hondt o la mitad más uno, lo que más le favorezca.

## Composición del Concejo Provincial de Tumbes
La siguiente tabla muestra la composición del Concejo Provincial de Tumbes antes de las elecciones.
| Partidos | Partidos                                                | Regidores |
| -------- | ------------------------------------------------------- | --------- |
|          | Somos Perú                                              | 7         |
|          | Reconstrucción con Obras Más Obras para un Tumbes Bello | 2         |
|          | Partido Aprista Peruano                                 | 1         |
|          | Restauración Nacional                                   | 1         |

## Partidos y candidatos
A continuación se muestra una lista de los principales partidos y alianzas electorales que participaron en las elecciones:
| Candidatura | Candidatura | Partidos y alianzas                                                              | Candidatos | Candidatos                  | Ideología                                                          | Resultado previo | Resultado previo | Ref. |
| Candidatura | Candidatura | Partidos y alianzas                                                              | Candidatos | Candidatos                  | Ideología                                                          | Votos (%)        | Reg.             | Ref. |
| ----------- | ----------- | -------------------------------------------------------------------------------- | ---------- | --------------------------- | ------------------------------------------------------------------ | ---------------- | ---------------- | ---- |
|             | Reconst.    | Lista - Reconstrucción con Obras más Obras para un Tumbes Bello (Reconstrucción) |            | Miguel Calle Castillo       | Regionalismo tumbesino                                             | 23.50%           | 2                |      |
|             | APRA        | Lista - Partido Aprista Peruano (APRA)                                           |            | Mardonio Terranova Zárate   | Aprismo                                                            | 18.50%           | 1                |      |
|             | RN          | Lista - Restauración Nacional (RN)                                               |            | Marjorie Jiménez Gonzales   | Liberalismo económico Conservadurismo social Humanismo cristiano   | 14.41%           | 1                |      |
|             | AP          | Lista - Acción Popular (AP)                                                      |            | Telmo Bardales Morales      | Humanismo Nacionalismo cívico Reformismo                           | 4.78%            | 0                |      |
|             | PPC         | Lista - Partido Popular Cristiano (PPC)                                          |            | Selena Mendoza Guerrero     | Democracia cristiana Conservadurismo social Liberalismo económico  | 3.82%            | 0                |      |
|             | UPP         | Lista - Unión por el Perú (UPP)                                                  |            | Hildebrando Antón Navarro   | Nacionalismo de izquierda Socialdemocracia                         | Nuevo            | Nuevo            |      |
|             | PP          | Lista - Perú Posible (PP)                                                        |            | Juan Morán Ulfe             | Socioliberalismo Democracia liberal Tercera vía                    | Nuevo            | Nuevo            |      |
|             | APP         | Lista - Alianza para el Progreso (APP)                                           |            | John Merino Merino          | Liberalismo económico Conservadurismo liberal Populismo de derecha | Nuevo            | Nuevo            |      |
|             | FT2010      | Lista - Fuerza Tumbesina 2010 (FT2010)                                           |            | Luigui Rodríguez Monteverde | Regionalismo tumbesino                                             | Nuevo            | Nuevo            |      |
|             | IND         | Lista - Lista Independiente N° 1 Renovación Tumbesina                            |            | Carlos Silva Mena           | Localismo tumbesino                                                | Nuevo            | Nuevo            |      |

## Resultados

### Sumario general
|                        |                                                                          |              |              |              |           |           |  |  |
| Partidos y coaliciones | Partidos y coaliciones                                                   | Voto popular | Voto popular | Voto popular | Regidores | Regidores |  |  |
| Partidos y coaliciones | Partidos y coaliciones                                                   | Votos        | %            | ±pp          | Total     | +/−       |  |  |
|                        | Restauración Nacional (RN)                                               | 18,729       | 26.37        | +11.96       | 7         | +6        |  |  |
|                        | Partido Popular Cristiano (PPC)                                          | 16,478       | 23.20        | n/a          | 2         | +2        |  |  |
|                        | Reconstrucción con Obras Más Obras para un Tumbes Bello (Reconstrucción) | 12,601       | 17.74        | –5.76        | 1         | –1        |  |  |
|                        | Lista Independiente N° 1 Renovación Tumbesina                            | 5,875        | 8.27         | n/a          | 1         | +1        |  |  |
|                        | Partido Aprista Peruano (APRA)                                           | 5,623        | 7.92         | –10.58       | 0         | –1        |  |  |
|                        | Unión por el Perú (UPP)                                                  | 4,526        | 6.37         | n/a          | 0         | ±0        |  |  |
|                        | Acción Popular (AP)                                                      | 2,374        | 3.34         | –1.44        | 0         | ±0        |  |  |
|                        | Fuerza Tumbesina 2010 (FT2010)                                           | 2,119        | 2.98         | Nuevo        | 0         | ±0        |  |  |
|                        | Perú Posible (PP)                                                        | 1,426        | 2.01         | n/a          | 0         | ±0        |  |  |
|                        | Alianza para el Progreso (APP)                                           | 1,277        | 1.80         | Nuevo        | 0         | ±0        |  |  |
|                        |                                                                          |              |              |              |           |           |  |  |
| Total                  | Total                                                                    | 71,028       |              |              | 9         | ±0        |  |  |
|                        |                                                                          |              |              |              |           |           |  |  |
| Votos válidos          | Votos válidos                                                            | 71,028       | 83.87        | –3.38        |           |           |  |  |
| Votos en blanco        | Votos en blanco                                                          | 8,456        | 9.99         | +2.75        |           |           |  |  |
| Votos nulos            | Votos nulos                                                              | 5,203        | 6.14         | +0.63        |           |           |  |  |
| Votos emitidos         | Votos emitidos                                                           | 84,687       | 86.66        | –4.13        |           |           |  |  |
| Abstenciones           | Abstenciones                                                             | 13,034       | 13.34        | +4.13        |           |           |  |  |
| Votantes registrados   | Votantes registrados                                                     | 97,721       |              |              |           |           |  |  |
|                        |                                                                          |              |              |              |           |           |  |  |
| Fuente:                |                                                                          |              |              |              |           |           |  |  |

## Elecciones municipales distritales

### Resultados por distrito
La siguiente tabla enumera el control de los distritos de la provincia de Tumbes. El cambio de mando de una organización política se resalta del color de ese partido.
| Distrito              | Alcalde(sa) titular    | Partido político | Partido político          | Alcalde(sa) electo(a)  | Partido político | Partido político                 |
| --------------------- | ---------------------- | ---------------- | ------------------------- | ---------------------- | ---------------- | -------------------------------- |
| Corrales              | Carmen Chiroque Paico  |                  | Todos por Tumbes          | Javier Véliz Saavedra  |                  | Frente de Desarrollo de Corrales |
| La Cruz               | José Davis Atoche      |                  | Somos Perú                | Malco Salinas Henckell |                  | Unión por el Perú                |
| Pampas de Hospital    | Fredy Rosales Reto     |                  | Hacia un Tumbes Diferente | Fredy Rosales Reto     |                  | Reconstrucción con Obras         |
| San Jacinto           | José Cornejo Feijóo    |                  | Partido Aprista Peruano   | José Cornejo Feijóo    |                  | Partido Aprista Peruano          |
| San Juan de la Virgen | Fernando Cedillo Roque |                  | Somos Perú                | José Farias Agurto     |                  | Partido Aprista Peruano          |